# Weiterswiller
Weiterswiller – miejscowość i gmina we Francji, w regionie Grand Est, w departamencie Dolny Ren.
Według danych na rok 1990 gminę zamieszkiwało 540 osób, a gęstość zaludnienia wynosiła 68 osób/km² (wśród 903 gmin Alzacji Weiterswiller plasuje się na 440. miejscu pod względem liczby ludności, natomiast pod względem powierzchni na miejscu 326.).